# Liste der Ministerien in Bosnien und Herzegowina
Die Liste zeigt die aktuellen Ministerien in Bosnien und Herzegowina. 

## Liste der Ministerien
| Name                                                   | Foto | Gründung |
| ------------------------------------------------------ | ---- | -------- |
| Büro des Ministerrates                                 |      | 1997     |
| Außenministerium                                       |      | 1997     |
| Finanzministerium                                      |      | 2000     |
| Ministerium für Außenhandel und Wirtschaftsbeziehungen |      | 1997     |
| Verteidigungsministerium                               |      | 2004     |
| Sicherheitsministerium                                 |      | 2002     |
| Justizministerium                                      |      | 2002     |
| Ministerium für Zivilangelegenheiten                   |      | 2002     |
| Ministerium für Kommunikation und Verkehr              |      | 2002     |
| Ministerium für Menschenrechte und Flüchtlinge         |      | 2000     |